# 汤阴站
汤阴站是京广铁路和汤台铁路、汤鹤铁路的交汇车站，位于中华人民共和国河南省安阳市汤阴县城关镇铁东路，建于1904年。目前为中国铁路郑州局集团新乡车务段管辖的三等站，办理客运及货运业务。
车站站台处立有时任汤阴县知事张直在1942年主持镌刻的《岳忠武王故里碑》，该碑1978年获列入汤阴县文物保护单位。此外，1952年11月，毛泽东访豫结束乘专列返京途中曾在本站停留，当地政府后于1978年在《岳忠武王故里碑》旁立《毛泽东主席视察岳飞故里纪念碑》。